# Palazzo Pilo

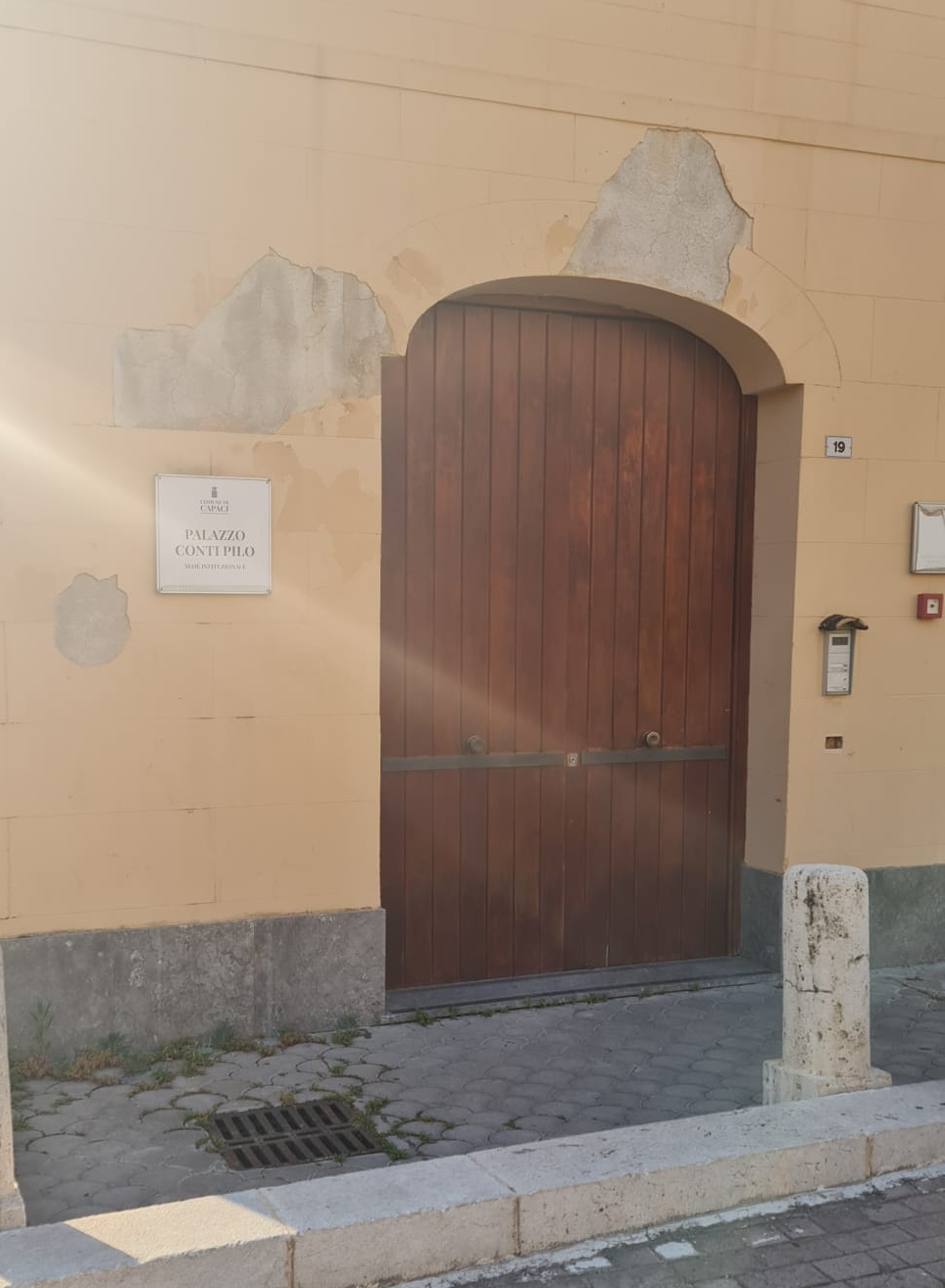
Capaci Palazzo Pilo (targa di ingresso)

Palazzo Pilo è un palazzo che si affaccia su Piazza Matrice a Capaci nella Città metropolitana di Palermo.
L’edificio era residenza di provincia dei conti Pilo e si trova di fronte alla Chiesa Madre del paese.

## Storia
Il palazzo si imposta ed in parte sfrutta alcune strutture murarie di una fortificazione costruita intorno al 1500 dalla famiglia Bologna.
Tra la Piazza e l'angolo estremo di questo grande spazio, che per brevità si può definire "cortile", c'è una notevole differenza di quota che consente un maggiore sviluppo in altezza degli edifici. Il palazzetto ha, almeno all'esterno, il tipico impianto della residenza di provincia del XVIII secolo.
Fu dato alle fiamme nel 1820 durante alcuni tumulti popolari e solo nel 2010 sono state completate alcune operazioni di restauro grazie anche all’intervento della provincia di Palermo.
Il palazzo ospita una parte della sede del Comune (la sede comunale è suddivisa in due diversi palazzi che si trovano uno di fronte all'altro. Da una parte ci sono gli uffici, mentre nella sezione del palazzo Pilo si trovano le sale destinate alla biblioteca e a spazio polifunzionale). I saloni del Palazzo sono destinati ad ospitare la Biblioteca e il museo civico, oltre a spazi per la convegnistica e centro espositivo. Di particolare interesse la Sala della Macina del palazzo Pilo, diventato uno spazio per eventi teatrali e manifestazioni culturali. 
Nell'ala sinistra del palazzo era situata, fino agli anni 2020, la caserma dei carabinieri, trasferitasi poi in un immobile confiscato alla mafia.

## Descrizione
Il palazzo è costituito da due elevazioni: un piano terra, variamente articolato, e un "piano nobile".
La parte affacciantesi sulla piazza è scandita da quattro piccoli balconi dalla ringhiera a petto d'oca (tranne l'ultimo sulla destra, la cui ringhiera è invece di sapore ottocentesco), incorniciati da un lieve disegno a rilievo.
La facciata, conclusa da un breve cornicione, è priva di altri elementi architettonici quali lesene od in genere altri fatti chiaroscurali e tuttavia la simmetrica disposizione delle sue lunghe linee longitudinali conferisce all'edificio un fascino ed una austerità particolari suggerendo insieme dimensioni prospettiche generose e spazi profondi che esaltano l'originale dignità di castello dell'intera struttura.
Venuta meno la destinazione residenziale, il piano terra risulta suddiviso in una serie di piccoli locali adibiti ad usi diversi, tutti prospicienti la piazza, e presumibilmente molto rimaneggiati rispetto all'originaria distribuzione, come testimoniano una serie di tramezzature di recente costruzione. Una scaletta decentrata (fatto assolutamente anomalo nelle residenze settecentesche impiantate invece sulla totale simmetria), porta al primo piano, anche questo stravolto da interventi più recenti.